# Évelyne Gallet
Pour les articles homonymes, voir Gallet.
Evelyne Gallet est une chanteuse française née en 1980 à Annecy.
Son travail la place dans la tradition de la chanson à texte : irrévérencieuses (Monsieur le Président), voire subversives (Infidèle), pleines d'humour, ses paroles sont interprétées avec vigueur et tendresse (Les Confitures).

## Biographie
Elle fait ses premières armes en 1996, avec le duo Les Pieds dans le plat, qui mélange humour et chansons.
En 2004, elle se décide à chanter seule et sort son premier album (Les Confitures, 2005).
En 2008, elle enregistre avec Arno Jouffroy un deuxième album, intitulé Infidèle.
En 2012 sort un album enregistré en direct : It's my live.
De 2012 à 2015, elle participe au spectacle Boby Lapointe repiqué - Comprend qui peut.
En 2015, Évelyne Gallet est l'hôte du festival de la chanson à texte et sort un nouvel album, intitulé Nuits blanches avec un hibou sage.
En 2018, elle sort un nouvel album studio intitulé La fille de l'air, en s'entourant de nombreux auteurs comme Patrick Font, Balmino, Reno Bistan, Dimoné, Presque oui, Jeanne Garraud, Martin Luminet, Lucarne, ou le regretté Matthieu Côte.
- Coup de cœur Sélection chanson 2019 de l’Académie Charles-Cros remis le 26 avril 2019 au Théâtre de Pézenas dans le cadre du festival Printival Boby Lapointe

## Discographie
- Les Confitures, 2005
- Infidèle, 2009
- It's my live, 2011
- Nuits blanches avec un hibou sage, 2015
- La fille de l'air, 2018